# La Vengeance du serpent à plumes
Pour les musiques du film, voir La Vengeance du serpent à plumes (bande originale).
Pour plus de détails, voir Fiche technique et Distribution.
La Vengeance du serpent à plumes est un film franco-mexicain réalisé par Gérard Oury, sorti en 1984.

## Synopsis
À son arrivée à Paris, Paco, terroriste international, est arrêté, tandis que sa maîtresse Laura rejoint ses complices : ils appartiennent tous au groupuscule terroriste et anarchiste Ravachol-Kropotkine, dirigé par Paco. Pendant ce temps, Loulou Dupin, préposé au tire-fesse dans une station alpine, beauf dragueur, apprend que sa grand-mère est morte et qu'il est l'unique héritier de son appartement parisien. Il rejoint lui aussi la capitale.
À son arrivée, il a la désagréable surprise de trouver deux jeunes femmes dans son appartement : Valérie et Laura. Bien qu'il ait au départ l'intention de les faire partir, Laura le charme et le fait changer d'avis. Elle et ses partenaires (dont Valérie et son copain Norbert, spécialisé dans les explosifs) tiennent à garder leur logement, cache d'armes et de munitions, et point-clef de leur prochain coup d'éclat. Sa séduction de Loulou n'est guère difficile ; ses complices tentent également de le faire assassiner, ce qui par manque de chance est plus compliqué. Lorsqu'il entreprend de fouiller toutes les pièces à la recherche des louis d'or achetés et cachés par sa grand-mère, Laura est obligée de coucher avec lui pour le distraire. Heureusement pour les conspirateurs, le trésor est rapidement retrouvé, et ils peuvent se concentrer sur leur plan.
Ils enlèvent sans trop de problème Alix Lefébure, fils d'un banquier et industriel important, en vue d'un échange avec Paco. La séquestration de leur victime dans l'appartement de Loulou se déroule presque sans accroc. Le soir de l'échange, Laura et Loulou passent la nuit à l'hôtel, et Laura lui laisse un petit cadeau explosif avant de rejoindre les autres. Le singe d'Alvaro, Lucien, le meilleur ami de Loulou, lui sauve la mise, en déposant le paquet à une réunion d'émirs. En rentrant chez lui, Loulou trouve l'appartement vide, quelques armes laissées sur place, et comprend qu'il a été berné de bout en bout lorsqu'il voit Laura, Paco (dont il avait vu une photo dans le portefeuille de Laura) et le reste de la bande à la télévision, s'enfuyant en avion avec Alix Lefébure comme otage. Paco à bien été libéré, mais pas Alix Lefébure et l’échange n’a pas eu lieu.
Ayant retrouvé de faux passeports cachés derrière un miroir, il part pour le Mexique, où Laura lui avait dit avoir rencontré Paco. Alvaro et son singe sont recherchés pour la bombe qui a explosé à l'hôtel, et sont donc également du voyage. Loulou, recherché pour l'enlèvement de Lefébure, compte bien remettre la main sur Laura, au grand dam d'Alvaro. Après une grande discussion, Loulou finit par se résoudre à rentrer en France ; c'est alors qu'ils croisent l'un des terroristes, et le suivent jusqu'à leur nouvelle planque. Loulou se grime et aide les autres membres à charger une caisse mystérieuse dans un camion pour le Yucatán. De retour dans la planque, il découvre le copain de Valérie mort, et est peu après arrêté.
De concert avec la police française, qui les croit complices de Paco, la police mexicaine met en scène l'évasion de Loulou et d'Alvaro aidés par des guerilleros, afin de les filer pour retrouver Paco. Malheureusement pour eux, Loulou et Alvaro les sèment sans y prendre garde, et se retrouvent à Cancún, ville de réunion de vingt-trois chefs d’État, pour un sommet sur le Tiers monde. Ils voient de nuit les terroristes déposer un pilier supplémentaire au sommet du temple des guerriers 
à Chichén Itzá, lieu de la réunion. Mais au moment d’inspecter ce curieux ajout, ils sont faits prisonniers par Paco et Laura. Emmenés dans une Jeep conduite par Valérie, ils s’en sortent grâce au singe d’Alvaro. Ils neutralisent alors les autres terroristes, et révèlent à Valérie la mort de son ami, tué sur ordre de Paco. Celle-ci décide alors d'aider Loulou et Alvaro à enlever en hélicoptère le pilier surnuméraire, qui contient en réalité un missile nucléaire. Celui-ci tombe du pilier en pleine mer, et explose. Laura, que Loulou avait emmenée avec eux, est définitivement séduite par ce dernier. Elle lui avoue son amour, puis aura un enfant de lui.

## Fiche technique
- Réalisation : Gérard Oury

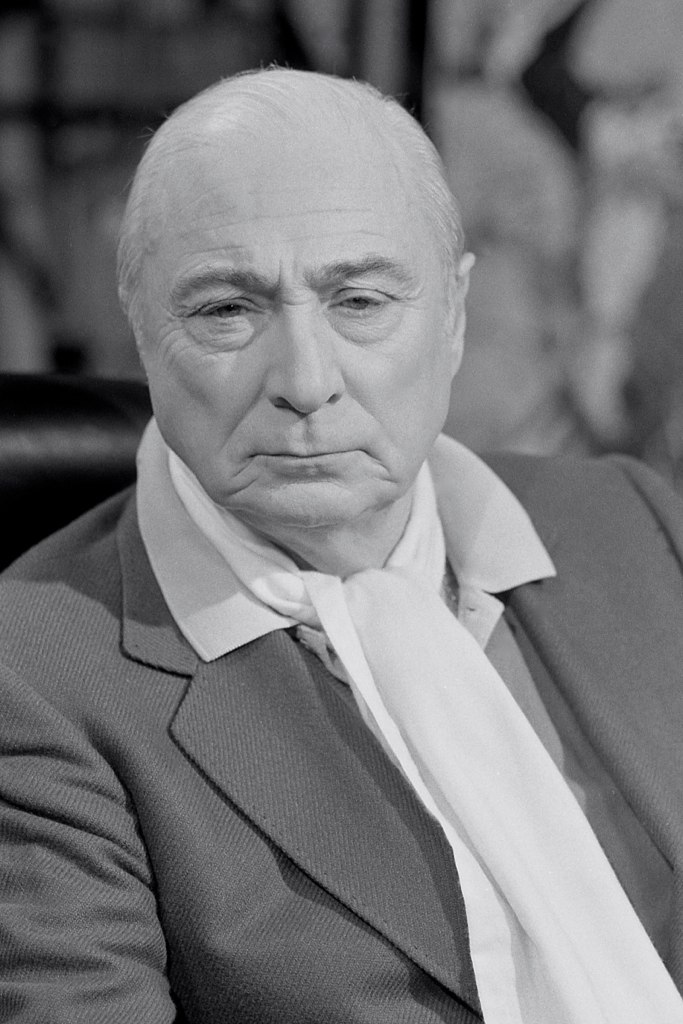
Gérard Oury en 1984, venu présenter le film sur le plateau d'une émission de cinéma de la Radio télévision suisse, à Genève.

- Scénario : Danièle Thompson et Gérard Oury
- Dialogues : Danièle Thompson
- Producteur : Claude Berri
- Producteur exécutif : Pierre Grunstein
- Musique : Michel Polnareff
- Image : Henri Decaë
- Son : Alain Sempé
- Effets spéciaux : Jacques Martin
- Décors : Théobald Meurisse
- Cascades : Claude Carliez
- Trucages : Euro-titres
- Générique : Eurocitel
- Assistants réalisateurs : Marc Monnet, Xavier Castano et Patrice Poiré
- Date de sortie : 28 novembre 1984
- Durée : 1h45[1]
- Genre : Comédie

## Distribution
- Coluche : Loulou Dupin
- Maruschka Detmers : Laura
- Luis Rego : Alvaro
- Dominique Frot : Valérie
- Farid Chopel : Mustapha
- Philippe Khorsand : Ratoff
- Xavier Maly : Norbert
- Rodolpho Do Souza : Paco
- Ged Marlon : Alix Lefébure
- Josiane Balasko : Jackie
- Takashi Kawahara : Le Japonais
- Jackie Sardou : La concierge
- Fred Romano : Maguy, l'ex d'Alvaro
- Jorge Luke (VF : Rafael Gozalbo) : Le commissaire de police mexicain
- Clémentine Célarié : Une skieuse sur le tire-fesses
- Henri Attal : Un policier à l'aéroport
- Jeanne Herviale : La voisine attentionnée
- François Dunoyer : Le commissaire
- Sacha Briquet : Le concierge de l'hôtel
- Hervé Claude : Lui-même
- Philippe Uchan : Un flic
- Audrey Lazzini
- Yves Belluardo
- et dans leur propres rôles (insert d'actualités, mais voix doublées) : François Mitterrand, Ronald Reagan, Margaret Thatcher

## Autour du film
- Le film fut 11e au box-office France 1984, avec 2 663 303 entrées.
- Le scénario utilise notamment un événement réel, la Conférence Nord-Sud pour la Coopération et le Développement, qui eut lieu à Cancún (Mexique) les 22 et 23 octobre 1981.
- Henri Decaë y signe la dernière prestation de directeur de la photographie de sa carrière au cinéma.
- Michel Polnareff, qui signe la musique, a déjà signé la musique de La Folie des grandeurs, également de Gérard Oury.
- Dans ce film, lors d'une discussion entre Luis Rego et Coluche, ce dernier fait allusion à La Grande Vadrouille, un autre film réalisé par Gérard Oury. On voit également un extrait du film La Piscine avec Alain Delon et Maurice Ronet.
  - L’enlèvement d’Alix Lefébure présente plusieurs similitudes avec l'enlèvement du petit Éric Peugeot en 1960 : dans les deux cas, c’est un fils de millionnaire qui est pris en otage dans un club de golf privé parisien après que les chaînes d’un portail ont été brisées.
- Le sort d'Alix Lefébure, qui a embarqué comme otage dans l’avion pour le Mexique, n’est pas précisé.

Tournage
Le film a été tourné :
- En Savoie : Les Trois Vallées
- dans le Val d'Oise : Aéroport de Paris-Charles-de-Gaulle
- à Paris : 4e, 8e, 9e, 11e, 12e, 16e et 19e arrondissements
- dans le Seine-Saint-Denis : aux Studios d'Épinay
- au Mexique : Chichen Itza, San Rosario, Cancún, Churubusco, Campeche et Izamal